# Blue chip
Une blue chip est le surnom d'une action de société cotée que l'on pense être fiable, en excellente santé financière et fermement ancrée comme un chef de file dans son domaine. Les blue chips distribuent généralement des dividendes et sont considérées favorablement par les investisseurs. Wal-Mart, Coca Cola, Gillette, Berkshire Hathaway et ExxonMobil sont des exemples de blue chips.
Les actions de sociétés cotées de grande qualité ont été appelées les blue chips (« jetons bleus ») pendant des décennies. Le terme provient du poker où le jeton de plus grande valeur peut être de couleur bleue. Le terme blue swiss fait référence aux grosses sociétés financières suisses. 
En Chine, les blue chips sont appelés red chips, en référence à la couleur du drapeau national.